# Mario Molina
Mario José Molina-Pasquel Henríquez (født 19. marts 1943, død 7. oktober 2020) var en mexicansk kemiker, der er kendt for sin afgørende rolle i opdagelsen af det antarktiske ozonhul. Han modtog nobelprisen i kemi i 1995 sammen med Frank Sherwood Rowland og Paul J. Crutzen for sin rolle med at kaste lys over truslen mod Jordens ozonlag fra chlorofluorocarbon-gasser (også kendt som CFC-gasser). Han blev den første mexicanskfødte person, der modtog nobelprisen i kemi.
I 2004 tog Molina et job som professor ved University of California, San Diego og Center for Atmospheric Sciences ved Scripps Institution of Oceanography. Molina var også direktør for Mario Molina Center for Energy and Environment i Mexico City.
Molina var politisk rådgiver for Mexicos præsident Enrique Peña Nieto.